# Wells Fargo
Wells Fargo & Company – amerykański holding usług finansowych z siedzibą w San Francisco (Kalifornia), centralą operacyjną w Manhattan i biurami zarządzającymi na terenie Stanów Zjednoczonych, a także globalnie. Przedsiębiorstwo działa w 35 krajach i posiada ponad 70 milionów klientów z całego świata. Według Financial Stability Board jest ono uznawane za instytucję o znaczeniu systemowym.
Pierwszym oddziałem jest Wells Fargo Bank, N.A., narodowy bank powstały w Wilmington, Delaware, z głównym biurem wyznaczonym w Sioux Falls, Dakota Południowa. Jest czwartym największym bankiem w Stanach Zjednoczonych pod względem całkowitej ilości aktywów oraz jednym z największych pod względem ilości depozytów i kapitalizacji rynkowej. Razem z JPMorgan Chase, Bank of America, i Citigroup, Wells Fargo należy do „Wielkiej Czwórki Banków” Stanów Zjednoczonych. Obecnie posiada 8050 placówek i 13 000 bankomatów.
Wells Fargo w obecnej formie jest wynikiem połączenia w 1998 roku oryginalnego Wells & Fargo Company oraz założonego w Minneapolis Norwest Corporation. Norwest jako lepiej prosperujące przedsiębiorstwo wchłonęło firmę, przyjął bardziej znaną nazwę Wells Fargo i przeniósł się do siedziby Wells Fargo w San Francisco. W 2008 roku, wraz z nabyciem założonego w Charlotte, Karolina Północna banku Wachovia, Wells Fargo stał się bankiem działającym od wybrzeża do wybrzeża. Zajął 7. miejsce w rankingu Forbes Global 2000, listy największych publicznych przedsiębiorstw na świecie oraz 37. miejsce w rankingu Fortune 500, listy największych publicznych przedsiębiorstw w Stanach Zjednoczonych. Przedsiębiorstwo było obiektem wielu dochodzeń organów nadzoru. 2 lutego 2018, gdy światło dzienne ujrzał skandal Wells Fargo związany z założeniem 2 milionów fikcyjnych kont bankowych, System Rezerwy Federalnej wstrzymał możliwość zgromadzenia przez Wells Fargo aktywów o wartości około 2 bilionów USD do czasu, aż firma naprawi problemy wewnętrzne według zasad nałożonych przez System Rezerwy Federalnej. We wrześniu 2021 Wells Fargo poniósł kolejne kary od Departamentu Sprawiedliwości zarzucając bankowi nieuczciwe praktyki wobec klientów handlujących walutami.

## Historia
W 1852 r., Henry Wells i William G. Fargo, dwóch założycieli American Express, utworzyli Wells Fargo & Company do wykonywania usług bankowych i ekspresowych w Kalifornii. Szybki wzrost przedsiębiorstwa był spowodowany gorączką złota.
W marcu 1860, Wells Fargo uzyskał kontrolę nad Butterfield Overland Mail Company, po tym jak Kongres nie dopuścił uchwały corocznego przyznania pieniędzy na pocztę, zostawiając pocztę bez możliwości zapłacenia za usługi Overland Mail Company, tym samym zostawiając Overland bez możliwości zapłacenia Wells Fargo. Od tamtego momentu Wells Fargo operowało zachodni sektor Pony Express.
W 1866 roku złączyły się Wells Fargo, Holladay i linia dyliżansów Overland Mail pod nazwą Wells Fargo.
W 1892 r. John J. Valentine, Sr., wieloletni pracownik Wells Fargo, został wyznaczony na prezesa spółki. Valentine zmarł w grudniu 1901, a stanowisko prezesa objął Dudley Evans 2 stycznia 1902.
W 1905 r. Wells Fargo rozdzielił swoje usługi bankowe od ekspresowych, a bank Wells Fargo połączył się z Nevada National Bank tworząc Wells Fargo Nevada National Bank.
W 1923 r. Wells Fargo Nevada połączył się z Union Trust Company, by utworzyć Wells Fargo Bank & Union Trust Company.
W 1929 r. utworzono stowarzyszenie bankowe Northwest Bancorporation.
Przedsiębiorstwo dobrze radziło sobie podczas Wielkiego Kryzysu; podczas Święta Bankowego w marcu 1933 firma zgromadziła 2 miliony USD w depozytach.
W 1954 r. Wells Fargo & Union Trust skrócił swoją nazwę do Wells Fargo Bank.
W 1960 r. Wells Fargo Bank połączył się z American Trust Company tworząc Wells Fargo Bank American Trust Company, a w 1962 ponownie skrócił nazwę do Wells Fargo Bank.
W 1969 r. utworzone zostało przedsiębiorstwo holdingowe Wells Fargo & Company. Jego główną filią był Wells Fargo Bank.
W 1982 r. Northwest Bancorporation nabył firmę finansową Dial Finance, której nazwa, w tym samym roku, została zmieniona na Norwest Financial Service, a rok później Northwest Bancorporation zmieniła nazwę na Norwest Corporation.
12 września 1983 zajezdnia z opancerzonymi ciężarówkami Wells Fargo w West Hartford, Connecticut padła ofiarą napadu „Biały Orzeł” (ang. White Eagle; hiszp. Águila Blanca). Jednym ze sprawców napadu był pracownik Wells Fargo. Skradziono 7,1 mln USD i był to wtedy największy skok w historii Stanów Zjednoczonych. Kradzież odbyła się z pomocą kubańskiego rządu, a pieniądze trafiły do Meksyku.
W latach 1986–1991 Wells Fargo zakupił kolejno: Crocker International Bank z Midland Bank, akcje z Bank of America, Barclays Bank w Californii z Barclays plc. oraz 130 placówek Great American Bank w Californii.
W maju 1995 Wells Fargo stał się pierwszą amerykańską firmą oferującą usługi bankowości internetowej.
W 1996 r. Wells Fargo zakupił First Interstate Bancorp za 11,6 mld USD.
8 czerwca 1998 Wells Fargo została kupiona przez Norwest Corporation z Minneapolis za 34 mld USD, Norwest zmieniła swoją nazwę na Wells Fargo.
W 2000 r.Wells Fargo zakupił H.D. Vest Financial Sevices za 128 mln USD, lecz sprzedał ją w 2015 r.za 580 mln USD.

## Działalność
Głównymi segmentami działalności Wells Fargo są bankowość detaliczna i inwestycyjna, a sam bank jest największym pożyczkodawcą kredytów hipotecznych w USA.